# Lac Tréné
Le lac Tréné est un lac situé au Tchad.